# Orlando Jones
Orlando Jones (Mobile, 10 aprile 1968) è un attore e sceneggiatore statunitense.

## Biografia
Jones è nato a Mobile, nell'Alabama. Suo padre era un ex giocatore professionista di baseball per i Philadelphia Phillies.  Si trasferì a Mauldin, nella Carolina del Sud, quando era ancora un adolescente e si diplomò presso la Mauldin High School nel 1985. Una delle sue prime esperienze di recitazione fu nel ruolo di un lupo mannaro in una casa stregata, per aiutare a raccogliere fondi per un ballo studentesco. Jones si iscrisse al College of Charleston, nella Carolina del Sud. L'abbandonò nel 1990, senza aver conseguito la laurea.
Per perseguire il proprio interesse per l'industria dello spettacolo, Jones fondò una propria società di produzione, l'Homeboy's Productions and Advertising. Ottenne il primo lavoro ad Hollywood nel 1987, sceneggiando per NBC la serie televisiva commedia Tutti al college, nella quale ebbe un piccolo ruolo come guest star nell'episodio finale della quinta stagione. Tra il 1991 e il 1992, Jones sceneggiò per la Fox la serie Roc e, nel 1993, fu co-produttore della sitcom The Sinbad Show. Fece anche una breve apparizione nella sitcom della Fox Ma che ti passa per la testa?, nel 1992.

## Filmografia

### Attore

#### Cinema
- Vino amaro (Sour Grapes), regia di Larry David (1998)
- Appuntamento a Brooklyn (1998)
- Waterproof (1999)
- New Jersey Turnpikes (1999)
- Impiegati... male! (Office Space), regia di Mike Judge (1999)
- Liberty heights, regia di Barry Levinson (1999)
- Magnolia, regia di Paul Thomas Anderson (1999)
- Le riserve (The Replacements), regia di Howard Deutch (2000)
- Chain of Fools (2000)
- Indiavolato (Bedazzled), regia di Harold Ramis (2000)
- Dal tramonto all'alba 3 - La figlia del boia (From Dusk Till Dawn 3: The Hangman's Daughter), regia di P.J. Pesce  (2000)
- Double Take, regia di George Gallo (2001)
- Dimmi che non è vero (Say It Isn't So), regia di James B. Rogers (2001)
- Evolution, regia di Ivan Reitman (2001)
- The Time Machine, regia di Simon Wells (2002)
- Drumline - Tieni il tempo della sfida (Drumline), regia di Charles Stone III (2002)
- Biker Boyz, regia di Reggie Rock Bythewood (2003)
- La giuria (Runaway Jury), regia di Gary Fleder (2003)
- House of D - Il mio amico speciale, regia di David Duchovny (2004)
- Looking for Sunday (2006)
- Paura primordiale (Primeval), regia di Michael Katleman (2007)
- Manuale d'infedeltà per uomini sposati (I Think I Love My Wife), regia di Chris Rock (2007)
- Misconceptions, regia di Ron Satlof (2008)
- Un alibi perfetto (Beyond a Reasonable Doubt), regia di Peter Hyams (2009)
- Aiuto vampiro (Cirque du Freak: The Vampire's Assistant), regia di Paul Weitz (2009)
- Seconds Apart, regia di Antonio Negret (2011)
- Enemies Closer, regia di Peter Hyams (2013)
- Il diario dell'amore (The Book of Love), regia di Bill Purple (2016)

#### Televisione
- Ma che ti passa per la testa? – serie TV, 1 episodio (1992)
- Tutti al college – serie TV, 2 episodi (1992)
- MADtv – serie TV, 41 episodi (1995-1997)
- Girlfriends – serie TV, 1 episodio (2003)
- The Bernie Mac Show – serie TV, 1 episodio (2003)
- Father of the Pride – serie TV, 12 episodi, (2004-2005)
- The Evidence – serie TV, 8 episodi (2006)
- The Adventures of Chico and Guapo – serie TV, 8 episodi (2006)
- Men in Trees - Segnali d'amore – serie TV, 3 episodi (2007)
- Ghost Whisperer - Presenze – serie TV, 1 episodio (2007)
- New Amsterdam – serie TV, 1 episodio (2008)
- Tutti odiano Chris – serie TV, 2 episodi (2007-2008)
- Pushing Daisies – serie TV, 1 episodio (2008)
- Le regole dell'amore – serie TV, 4 episodi (2009)
- Dr. House - Medical Division (House, M.D.) – serie TV, episodio 6x13 (2010)
- CSI - Scena del crimine – serie TV, 1 episodio (2011)
- Terapia d'urto – serie TV, 2 episodi (2011)
- Black Dynamite – serie TV, 9 episodi (2012-2015)
- Sleepy Hollow – serie TV, 31 episodi (2013-2015)
- American Gods – serie TV, 10 episodi (2017-2019)
- Room 104 – serie TV, episodio 1x03 (2017)
- Law & Order - Unità vittime speciali (Law & Order: Special Victims Unit) – serie TV, episodio 20x22 (2019)
- The Good Lord Bird - La storia di John Brown (The Good Lord Bird) – miniserie TV, puntate 5-6 (2020)
- Winning Time - L'ascesa della dinastia dei Lakers (Winning Time: The Rise of the Lakers Dynasty) – serie TV, episodio 1x07 (2022)
- Abbott Elementary – serie TV, episodi 1x08-2x12 (2022-2023)
- Swagger – serie TV, 8 episodi (2023)

### Sceneggiatore
- Tutti al college (2 episodi, 1991)
- Roc (6 episodi, 1992-1993)
- The Sinbad Show (5 episodi, 1994)
- MADtv (41 episodi, 1995-1997)
- Comedy Central Canned Ham (1 episodio, 2001)
- The Orlando Jones Show (8 episodi, 2003)
- The Adventures of Chico and Guapo (8 episodi, 2006)
- Bufu (2007) - serie TV
- Tom Clancy's Ghost Recon Wildlands: War Within The Cartel, regia di Avi Youabian (2017)

## Doppiatori italiani
Nelle versioni in italiano delle opere in cui ha recitato, Orlando Jones è stato doppiato da:
- Massimo Lodolo in Liberty heights, Le riserve, The Time Machine
- Simone Mori in Paura primordiale, Ghost Whisperer, Enemies Closer
- Tony Sansone in Double Take, Sleepy Hollow, American Gods
- Fabrizio Pucci in Drumline - Tieni il tempo della sfida, Dr. House - Medical Division
- Riccardo Rossi in Evolution, Room 104
- Pasquale Anselmo in Biker Boyz, The Good Lord Bird - La storia di John Brown
- Massimiliano Virgilii in Aiuto vampiro
- Eugenio Marinelli in Indiavolato
- Stefano Mondini in Dal tramonto all'alba 3 - La figlia del boia
- Massimo Rossi in Dimmi che non è vero
- Massimo Bitossi in La giuria
- Roberto Draghetti in Un alibi perfetto
- Andrea Lavagnino in CSI: Miami